# Murad Abu Murad
Murad Abu Murad (en árabe: مراد أبو مراد‎) (Franja de Gaza, siglo XX-Franja de Gaza, 13 de octubre de 2023) fue un comandante palestino perteneciente a la organización islamista palestina Hamás, jefe de operaciones aéreas de la misma y uno de los planificadores de la Operación Inundación de Al-Aqsa que desencadenó una serie de atentados en Israel el 7 de octubre de 2023, dando comienzo a una nueva escalada en el conflicto israelí-palestino.
El 14 de octubre de 2023, el ejército israelí anunció que había matado a Murad la jornada previa, en el marco de una operación lanzada contra objetivos de Hamás.